# 国有財産法
国有財産法（こくゆうざいさんほう、昭和23年6月30日法律第73号） は、国有財産の管理、取得、維持、保存、運用および処分に関する法律である。
1948年（昭和23年）6月30日に公布された。財務省理財局国有財産企画課（旧・国有財産局）が所管し、法務省民事局民事第二課、国土交通省都市局都市計画課など他省庁と連携して執行にあたる。

## 沿革
- 官有財産管理規則（明治23年勅令第275号）
- （旧）国有財産法（大正10年法律第43号）
  - 官有財産管理規則は、勅令であり、帝国議会の議決による法律ではないこと、種々の特別規定により、この規則の適用されない財産があること、官有財産は各省がそれぞれ管理をしており、統一的に管理する機関を欠いているなどの問題があり、大正7年に大蔵大臣を会長とする官有財産調査会が設置され、同調査会によって国有財産法案が、大正9年に帝国議会に提出され、翌年、（旧）国有財産法（大正10年法律第43号）が公布された。
- 国有財産法（昭和23年法律第73号）
  - 日本国憲法の施行に伴い、旧国有財産法についても、皇室財産の国有財産への切り替え、財政状況の国会への報告など憲法の規定に整合した法律とする必要が生じ、昭和22年、国有財産法制調査会（会計検査院、建設院、大蔵省、林野局、法務庁の5省庁と学識経験者により構成）が設置され、翌年、旧国有財産法が廃止され、新たに同名の法律、国有財産法（昭和23年法律第73号）が制定された。

- 主な改正
- 昭和28年改正
  - 公共福祉用財産の廃止、公共用財産の創設
  - 旧国有財産法（大正10年法律第43号）では、現行と同様「公共用財産」という種類を設けていたが、現行国有財産法の制定に際して、連合国総司令部（民生局）から、従来国が所有し公共用財産として管理してきた道路・河川等について、「国が従前な所有権を有するということは、封建的であり、非民主的であって、これは唯自由に一般民衆の使用に開放せられなければならない」という強い主張、言い換えれば、道路・河川等を何者にも属さない公共物とするようにとの強い意向が示されたため、その所有権を明確にしないこととされた。公共の用に供される財産のうち、公園、広場、保存記念物、国宝については「公共福祉用財産」として整理され、これを国民に公開するとともに、公共福祉財産とする目的で財産を取得したり、用途を廃止しようとするときは、国会の議決を経なければならないものとされていた（昭和28年改正前の法13条）。
  - しかし、道路・河川等の管理処分を適正に行うため、旧法と同様、国有財産として管理するために「公共用財産」の区別を復活させ、これに公共福祉財産を包含するものとして「公共福祉財産」の区分を廃止した。

- 昭和31年改正
  - 国有財産の対象に航空機を追加。

- 昭和32年改正
  - 国有財産審議会及び境界確定に関する規定を追加。

- 昭和39年改正
  - 国有財産の管理及び処分の適正化等のための総轄権の強化等。

- 昭和48年改正
  - 地方公共団体等への行政財産の貸付（合築）制度の導入等。

- 昭和61年改正
  - 普通財産についての信託制度の導入。

- 平成18年改正
  - 行政財産の経済的な利用を確保するため民間利用を促進する観点で、国の庁舎等のうち床面積又は敷地に余裕がある場合において国以外の者に当該余裕部分を貸し付ける場合を行政財産の処分等の制限の例外として加えた。
  - 併せて、国以外の者が行政財産である土地の上に堅固な建物等であって当該土地の供用の目的を効果的に達成することに資すると認められるものを所有し、又は所有しようとする場合に当該土地を貸し付ける場合及び地方公共団体等が行政財産である土地を電線路等の施設の用に供する場合において当該土地に地役権を設定する場合を行政財産の処分等の制限等の例外として加えた。
  - 更に、国が行政財産である土地及びその隣接地の上に国以外の者と一棟の建物を区分して所有するためその者に当該土地を貸し付ける場合を行政財産の処分等の制限の例外として加えた。
  - これらの改正により、構造改革特別区域法やPFI法によって例外的に認められていた行政財産に対しての私権設定（土地及び建物の賃借権）が、基本法である国有財産法において大幅に認められることとなった。
  - 従来、国有財産法においては管理及び処分の原則は、財政法の国の財産の管理及び処分の原則（財政法第9条）に準じるとしていたが、法律上明示することが望ましいとして、国有財産の管理及び処分について、効率的な運用を含めた原則を規定するとともに、財務大臣による国有財産の総括においても、各省各庁の長に対し、同原則に則った効率的な運用を求めることを明確にすることとした。
  - その他として国有財産の貸付料及び延納売払代金等の口座振替制度の導入、公園等の公共用財産等の廃止等に係る国会議決基準の見直し、従来、国有財産特別措置法に暫定措置として規定されていた普通財産の管理委託規定を国有財産法に規定し、恒久化するなどの改正を行った。

## 構成
- 第一章　総則（第一条―第四条）
- 第二章　管理及び処分の機関（第五条―第九条の四）
- 第三章　管理及び処分 
  - 第一節　通則（第九条の五―第十七条）
  - 第二節　行政財産（第十八条・第十九条）
  - 第三節　普通財産（第二十条―第三十一条）
- 第三章の二　立入り及び境界確定（第三十一条の二―第三十一条の五）
- 第四章　台帳、報告書及び計算書（第三十二条―第三十八条）
- 第五章　雑則（第三十九条―第四十一条）
- 附則

## 特別法
- 管理処分に関する機関の特例を定めたもの
  - 文化財保護法（文部科学大臣）、港湾法、道路法、河川法（国土交通大臣）、国有林野の管理経営に関する法律、漁港漁場整備法（農林水産大臣）等
- 総括機能の特例を定めたもの
  - 国の庁舎等の使用調整等に関する特別措置法、国家公務員宿舎法
- 行政財産の貸付対象の拡大を定めたもの
  - 構造改革特別区域法、民間資金等の活用による公共施設等の整備等の促進に関する法律等
- 普通財産の無償貸付、譲与対象の拡大を定めたもの
  - 国有財産特別措置法、旧軍港市転換法（特定地域の戦後復興のための無償貸付、他に同様の法律がある）、社寺等に無償で貸し付けてある国有財産の処分に関する法律、急傾斜地の崩壊による災害の防止に関する法律　等
- 普通財産の売払代金の延納期間の延長（5年→10年）を定めたもの
  - 農地法、首都圏の近郊整備地帯及び都市開発区域の整備に関する法律　等
- 台帳に関する特例を定めたもの
  - 道路法、河川法、土地改良法、都市公園法　等

## 関連文献、記事
- CiNiii>国有財産法